# 沙伊拉
沙伊拉是马耳他的市镇，位于馬耳他島东北岸。市镇面积为1平方公里，2014年人口数量为1,732人。